# K-552 Knjaz Oleg
K-552 Knjaz Oleg (rusko АПЛ Князь Олег) je strateška jedrska podmornica razreda Borej-A Ruske vojne mornarice. Poimenovana je po velikem knezu Olegu Novgorodskem. Njen gredelj je bil položen 27. julija 2014, splavljena je bila 16. julija 2020, pristaniška preizkušanja pa so se začela aprila 2021. Projekt je razvil konstruktorski biro Rubin, glavni konstruktor pa je bil Vladimir Anatoljevič Zdornov. Je druga podmornica posodobljenega razreda Borej-A, ki se od osnovnega razreda razlikuje po velikih strukturnih spremembah, manjši hrupnosti in posodobljeni komunikacijski opremi. Kljub napovedanemu povečanju oborožitve s 16 na 20 raket Bulava, nosi posodobljen razred enako število raket kot osnovni.
21. oktobra 2021 je Knjaz Oleg izstrelil raketo Bulava iz potopljenega položaja v Belem morju. Bojne glave so uspešno zadele tarče na preizkusnem poligonu Kura na Kamčatki.
Knjaz Oleg je bil predan Ruski vojni mornarici 21. decembra 2021. Septembra 2022 je prispel v domače oporišče na Tihooceanski floti. Je del 25. divizije podmornic v Viljučinsku.